# تانژیر (ایندیانا)
تانژیر (به انگلیسی: Tangier) یک منطقهٔ مسکونی در ایالات متحده آمریکا است که در شهرستان پارک، ایندیانا واقع شده‌است. تانژیر ۱۹۲ متر بالاتر از سطح دریا واقع شده‌است.